# Sweety
Sweety（スウィーティー）は、台湾を中心として香港などの中華圏芸能界で活動する女性歌手グループ。
劉品言 (言言)、曾之喬 (喬喬) の2人組。2名とも台湾出身。歌手としての活動以外に「齊天大勝」などバラエティ番組の司会などやドラマへの個別の出演も多い。言言は2007年の誕生日の後1人でパリに音楽の学習のために旅立った。また喬喬は2008年現在大学生である。
2020年1月23日、曾之喬が飛輪海のメンバー辰亦儒と結婚したことを双方のFacebookで発表した。

## メンバー
- 劉品言（言言, Esther，1988年8月8日–）
- 曾之喬（喬喬, Joanne，1988年11月17日–）

## 音楽作品
- 嗨!Sweety 2003年8月6日発売 日本未発売
- 17歲x不溫柔 2005年6月17日発売 日本未発売
- 花言喬語 2006年6月23日発売 日本未発売

### アルバム
- 亮了 2017年9月15日発売 日本未発売（曾之喬のみ）

## ドラマ
- 西街少年（2003年）
- 格鬥天王
- 緑光森林（2005年）（劉品言のみ）
- 愛情魔髪師（ラヴスタイリスト）（2006年）（曾之喬のみ）
- 悪女阿楚
- 協奏曲（2009年）（劉品言のみ）
- 我可能不會愛你（イタズラな恋愛白書）（2011年）（曾之喬のみ）
- 愛上巧克力（ティアモ・チョコレート〜甘い恋のつくり方〜）（2012年）（曾之喬のみ）
- 愛情ATM（2013年）（劉品言のみ）
- 必娶女人（結婚なんてお断り!?）（2015年）（曾之喬のみ）
- 後菜鳥的燦爛時代（華麗なる玉子様〜スイート♥リベンジ）（2016年）（曾之喬のみ）
- 稍息立正我愛你（アテンションLOVE）（2017年）（曾之喬のみ）
- 我們不能是朋友（運命のイタズラ〜私たちは友達になれない）（2019年）（劉品言のみ）
- 你那邊怎樣·我這邊OK（2019年）（曾之喬のみ）
- 想見你（時をかける愛）（2019年）（曾之喬のみ）
- 華燈初上（2021年）（劉品言のみ）
- 無神之地不下雨（最後の雨が降るとき）（2021年）（曾之喬のみ）

など出演多数